# Società Sportiva Serenissima 1933-1934
Questa pagina raccoglie i dati riguardanti la Società Sportiva Serenissima nelle competizioni ufficiali della stagione 1933-1934.

## Rosa
| N. |                   | Ruolo | Calciatore             |
| -- | ----------------- | ----- | ---------------------- |
|    | Italia (bandiera) | A     | Alessandro Astolfi     |
|    | Italia (bandiera) | C     | Giovanni Baccaglini    |
|    | Italia (bandiera) | C     | Cesare Bianchetto (I)  |
|    | Italia (bandiera) | A     | Pietro Bianchetto (II) |
|    | Italia (bandiera) | D     | Angelo Bianchi (I)     |
|    | Italia (bandiera) |       | Bianchi III            |
|    | Italia (bandiera) | D     | Filiberto Borin (III)  |
|    | Italia (bandiera) | C     | Giovanni Borin (II)    |
|    | Italia (bandiera) | C     | Luciano Bottazzi       |
|    | Italia (bandiera) |       | Candiani               |
|    | Italia (bandiera) | C     | Luigi Cecchini         |
|    | Italia (bandiera) | A     | Guido Donaglio         |
|    | Italia (bandiera) | P     | Giacomo Fincato        |
|    | Italia (bandiera) | A     | Mario Formenton        |

| N. |                   | Ruolo | Calciatore              |
| -- | ----------------- | ----- | ----------------------- |
|    | Italia (bandiera) | A     | Aldo Gorini             |
|    | Italia (bandiera) | C     | Emilio Magrini (I)      |
|    | Italia (bandiera) | D     | Giulio Magrini (II)     |
|    | Italia (bandiera) | P     | Giovanni Battista Maneo |
|    | Italia (bandiera) | C     | Massimiliano Olivieri   |
|    | Italia (bandiera) | D     | Gino Pajola             |
|    | Italia (bandiera) | C     | Duilio Rallo            |
|    | Italia (bandiera) | A     | Rosini                  |
|    | Italia (bandiera) | A     | Piero Rossi             |
|    | Italia (bandiera) | C     | Gastone Ruzzante        |
|    | Italia (bandiera) | P     | Ferdinando Santarello   |
|    | Italia (bandiera) | D     | Luigi Stivanello        |
|    | Italia (bandiera) | A     | Antonio Trevisan        |
|    | Italia (bandiera) | C     | Alberto Valotto         |

## Risultati

### Serie B

#### Girone B

##### Girone di andata
| Arbitro: | De Jurco (Trieste) |

|  |           |                  |
|  | Marcatori | Olivieri Astolfi |

| Arbitro: | Bettucchi (Bologna) |

|          |           |          |
| Bottazzi | Marcatori | Kossovel |

| Arbitro: | Oblach (Trieste) |

|            |           |           |
| Baccaglini | Marcatori | Marchetti |

| Ferrara 1 ottobre 1933 4ª giornata | SPAL | 0 – 0 | Serenissima |  |

| Arbitro: | Caironi (Milano) |

|                                |           |                       |
| Serio ?’, ?’, ?’ Menti Spinato | Marcatori | ?’ (aut.) Del Maschio |

| Arbitro: | De Jurco (Trieste) |

|                  |           |  |
| Bottazzi Magrini | Marcatori |  |

| Arbitro: | Carletti (Ancona) |

|  |           |                      |
|  | Marcatori | Tiberti ?’, ?’ Preti |

| Modena 1 novembre 1933 8ª giornata | Modena | 3 – 0 | Serenissima |  |

| Venezia 5 novembre 1933 9ª giornata | Serenissima | 1 – 1 | Verona | Stadio Pier Luigi Penzo |

| Arbitro: | Beretta (Novi Ligure) |

|                        |           |          |
| Vecchi Camisaschi Olmi | Marcatori | Donaglio |

| 19 novembre 1933 11ª giornata |  | – Turno di riposo |  |  |

| Arbitro: | Pecchiura |

|                                 |           |  |
| Ratti Spinola ?’, ?’ (rig.), ?’ | Marcatori |  |

| Arbitro: | Carminati (Milano) |

|                                |           |         |
| Bottazzi ?’, ?’ Donaglio Rossi | Marcatori | Ferrero |

##### Girone di ritorno
| Arbitro: | Bertoni (Torino) |

|          |           |           |
| Bottazzi | Marcatori | Ostromann |

| Arbitro: | Moretti (Genova) |

|        |           |  |
| Bonomi | Marcatori |  |

| Foggia 31 dicembre 1933 16ª giornata | Foggia | 3 – 2 | Serenissima |  |

| Arbitro: | Carminati (Milano) |

|                                    |           |           |
| Rossi 8’, 50’, 68’ Longo ?’ (aut.) | Marcatori | 83’ Braga |

| Venezia 14 gennaio 1934 18ª giornata | Serenissima | 0 – 1 | Vicenza | Stadio Pier Luigi Penzo |

| Pistoia 21 gennaio 1934 19ª giornata | Pistoiese | 4 – 1 | Serenissima |  |

| Arbitro: | Carnevali (Roma) |

|                                              |           |                        |
| Brossi 8’ Tiberti 41’ Preti 73’ Scategni 90’ | Marcatori | 29’ Donaglio 87’ Rossi |

| Arbitro: | Mazza (Genova) |

|          |           |  |
| Donaglio | Marcatori |  |

| Arbitro: | Mattea (Torino) |

|           |           |  |
| ? Pachera | Marcatori |  |

| Venezia 25 febbraio 1934 23ª giornata | Serenissima | 0 – 0 | Cremonese | Stadio Pier Luigi Penzo |

| 4 marzo 1934 24ª giornata |  | – Turno di riposo |  |  |

| Venezia 11 marzo 1934 25ª giornata | Serenissima | 4 – 2 | Comense | Stadio Pier Luigi Penzo |

| Arbitro: | Gonani (Ravenna) |

|                                          |           |  |
| Patuzzi Frossi Marchionneschi ?’, ?’, ?’ | Marcatori |  |

#### Spareggi salvezza

##### Girone di andata
| Arbitro: | Caironi (Milano) |

|                   |           |         |
| Pisani I Bernardi | Marcatori | Astolfi |

| Arbitro: | Stocco (Savona) |

|  |           |        |
|  | Marcatori | Cesaro |

| 29 aprile 1933 3ª giornata |  | – Turno di riposo |  |  |

##### Girone di ritorno
| Venezia 6 maggio 1934 4ª giornata | Venezia            | 0 – 0 referto | Verona | Stadio Pier Luigi Penzo\| Arbitro: \| Carminati (Milano) \| |
| Arbitro:                          | Carminati (Milano) |               |        |                                                             |

| Arbitro: | Mesciani (Modena) |

|                       |           |          |
| Menti Camolese Cesaro | Marcatori | Donaglio |

| 20 maggio 1934 6ª giornata |  | – Turno di riposo |  |  |

## Statistiche

### Statistiche di squadra
| Competizione       | Punti | In casa | In casa | In casa | In casa | In casa | In casa | In trasferta | In trasferta | In trasferta | In trasferta | In trasferta | In trasferta | Totale | Totale | Totale | Totale | Totale | Totale | DR  |
| Competizione       | Punti | G       | V       | N       | P       | Gf      | Gs      | G            | V            | N            | P            | Gf           | Gs           | G      | V      | N      | P      | Gf     | Gs     | DR  |
| ------------------ | ----- | ------- | ------- | ------- | ------- | ------- | ------- | ------------ | ------------ | ------------ | ------------ | ------------ | ------------ | ------ | ------ | ------ | ------ | ------ | ------ | --- |
| Serie B - girone B | 18    | 12      | 5       | 5       | 2       | 19      | 12      | 12           | 1            | 1            | 10           | 9            | 34           | 24     | 6      | 6      | 12     | 28     | 46     | -18 |
| Spareggi salvezza  | 1     | 2       | 0       | 1       | 1       | 0       | 1       | 2            | 0            | 0            | 2            | 2            | 5            | 4      | 0      | 1      | 3      | 2      | 6      | -4  |
| Totale             |       | 14      | 5       | 6       | 3       | 19      | 13      | 14           | 1            | 1            | 12           | 11           | 39           | 28     | 6      | 7      | 13     | 30     | 52     | -22 |

### Statistiche dei giocatori
| Giocatore          | Serie B  | Serie B |
| Giocatore          | Presenze | Reti    |
| ------------------ | -------- | ------- |
| A. Astolfi         | ?        | ?       |
| G. Baccaglini      | ?        | ?       |
| C. Bianchetto (I)  | ?        | ?       |
| P. Bianchetto (II) | ?        | ?       |
| A. Bianchi (I)     | ?        | ?       |
| . Bianchi (III)    | ?        | ?       |
| F. Borin (III)     | ?        | ?       |
| G. Borin (II)      | ?        | ?       |
| L. Bottazzi        | ?        | ?       |
| . Candiani         | ?        | ?       |
| L. Cecchini        | ?        | ?       |
| G. Donaglio        | ?        | ?       |
| G. Fincato         | ?        | ?       |
| M. Formenton       | ?        | ?       |
| A. Gorini          | ?        | ?       |
| E. Magrini (I)     | ?        | ?       |
| G. Magrini (II)    | ?        | ?       |
| G.B. Maneo         | ?        | ?       |
| M. Olivieri        | ?        | ?       |
| G. Pajola          | ?        | ?       |
| D. Rallo           | ?        | ?       |
| . Rosini           | ?        | ?       |
| P. Rossi           | ?        | ?       |
| G. Ruzzante        | ?        | ?       |
| F. Santarello      | ?        | ?       |
| L. Stivanello      | ?        | ?       |
| A. Trevisan        | ?        | ?       |
| A. Valotto         | ?        | ?       |